# سكفينغتون لوتويدج
سكفينغتون لوتويدج (بالإنجليزية: Skeffington Lutwidge) (13 مارس 1737 – 15 أو 16 أغسطس 1814) كان ضابطًا في البحرية الملكية البريطانية، خدم في عدة صراعات كبرى من بينها حرب الاستقلال الأمريكية والحروب الثورية الفرنسية والحروب النابليونية. عُرف أيضًا بارتباطه الوثيق بالأدميرال هوراشيو نيلسون، الذي خدم تحت إمرته كمبتدئ بحري على متن السفينة إتش إم إس كاركاس أثناء بعثة قطبية في عام 1773، ثم مرة أخرى عام 1801 حين كان نيلسون قبطانًا ولوتويدج قائدًا عامًا في منطقة داونز.

## الخدمة في أمريكا
خلال حرب الاستقلال الأمريكية، خدم لوتويدج لفترة طويلة في المياه الأمريكية، وقاد عدة سفن شارك من خلالها في عمليات بحرية نشطة ضد السفن الأمريكية. تمكن من الاستيلاء على عدد من سفن الخطر (privateers)، وشارك أيضًا في العمليات العسكرية التي جرت على بحيرة شامبلين.

## الترقية والخدمة خلال الحروب الفرنسية
مع بداية الحروب الثورية الفرنسية، تمت ترقيته إلى رتبة "أميرال الراية" (flag rank)، وخدم لاحقًا بصفة قائد عام على عدد من محطات البحرية الملكية البريطانية على الساحل الجنوبي لإنجلترا، لا سيما في منطقة داونز. بقي نشاطه مقتصرًا على المياه الداخلية البريطانية (Home Waters)، ولم يُسند إليه قيادة كبرى في البحار البعيدة خلال تلك الفترة.

## علاقته بنيلسون
في عام 1773، شارك لوتويدج في بعثة استكشافية إلى القطب الشمالي على متن السفينة إتش إم إس كاركاس، وكان هوراشيو نيلسون شابًا مبتدئًا على متنها. وقد وصفت تلك الرحلة لاحقًا بأنها من أوائل التجارب البحرية التي أثّرت في مسيرة نيلسون. كما تلاقت مسيرتهما مرة أخرى عام 1801، حين كان نيلسون قد أصبح قبطانًا مرموقًا، ولوتويدج قائدًا لمنطقة داونز.

## التقاعد والوفاة
تقاعد سكفينغتون لوتويدج من الخدمة الفعلية برتبة أميرال، وتوفي في 15 أو 16 أغسطس من عام 1814، قبيل انتهاء الحروب النابليونية. وقد ربطته صلة قرابة غير مباشرة بالشاعر والكاتب الشهير لويس كارول، إذ كان عمّ والد جدّه.